# Bang Camaro
Bang Camaro är en amerikansk hårdrocksgrupp från Boston, Massachusetts. Bandet består av gitarristerna Alex Necochea, Bryn Bennett och Maclaine Diemer som även spelar keyboard, basisten Dave Riley och trummisen Peter McCarthy. Bandet har egentligen inte någon riktig sångare utan använder en rad olika. De brukar ha flera sångare samtidigt som sjunger kör. Det är Bang Camaros "style". De har släppt två album, Bang Camaro 2007 och Bang Camaro II 2009, med skivbolaget Black Sword Records.

## Medlemmar
Nuvarande medlemmar
- Alex Necochea – sologitarr, rytmgitarr
- Bryn Bennett – gitarr
- Dave "Doz" Riley – basgitarr
- Seth Kasper – trummor

- Sång: Rodrigo Van Stoli, Morgan Brown, Nick Given, Richie Hoss, Glen Fant, Steve Trombley, Mike Soltoff, Zach Given, Jake Given, Jay Clifford, Andre Coles, Dick Valentine

Tidigare medlemmar
- Peter McCarthy – trummor
- Andy Dole – trummor
- Dylan Halacy – trummor
- Maclaine Diemer – gitarr, keyboard
- Mike Oor – gitarr

- Sång: Graeme Hall, Sean Barry, Jay Marsh, Keith Wales, James Fant, Justin Buckley, Max Heinegg, Mike McKay, Nate Wells, Robb Waters, Christopher Pappas

## Diskografi
Studioalbum
- Bang Camaro (2007)
- Bang Camaro II (2008)

Samlingsalbum
- From Toronto With Love (Virgin Mobile Festival Compilation) (2007)
- Tankfarm Presents: Future Sounds 26 (2007)